# Estação Profssoiuznaia (metro de Moscovo)
Profssoiuznaia (em russo:  Профсоюзная) é uma das estações da linha Kalujsko-Rijskaia (Linha 6) do Metro de Moscovo, na Rússia. Estação «Profssoiuznaia» está localizada entre as estações «Novye Tcheriomuchki» e «Academitcheskaia».